# 紬叶慧
紬 叶慧（つむぎ かなえ）は、日本の女性声優。主にアダルトゲームに声をあてている。

## 出演作品

### アダルトゲーム

#### 2000年
- effect 〜悪魔の仔〜（榊清衣）

#### 2001年
- さよならを教えて 〜comment te dire adieu〜（目黒御幸）
- トワイライト・デュアル（絵衣美）
- メタモルファンタジー（シルフェ）

#### 2002年
- innocent world（杉本千影）
- 幼馴染（麻生沙希）
- 多淫症候群（坂井美樹）
- ティアフルアイズ 〜あなたしかいない〜（熊谷佐緒里）
- 凌辱ゲリラ狩り（シャルミ）
- リリカル☆ミント（倉崎やよい）

#### 2003年
- あぶない関係（神崎瑞穂）
- ALMA〜ずっとそばに…〜（麻宮梗）
- 裏番組 〜新人女子アナ欲情生中継〜（岩瀬さやか）
- ななみとこのみのおしえてA・B・C（西村このみ）
- 陽だまりの陰で（藍原流宇）
- 僕の牝秘書は同級生（水無月美久）
- まいにち好きして（安藤雪音）
- ムギュ〜っと! ペットめいど（ココア）
- ラストオーダー（鷺元春菜）

#### 2004年
- あなたと見た桜 〜姉妹妻〜（瀬能穂奈美）
- おしかけプリンセス（文殊院甘露）
- おやつのじかん（ショートケーキたん）
- SNOW（若生桜花）
- Cherish Love Adventure魔法はあめいろ?（久我環）
- ニセ教祖（辻崎晶）
- はぁ・はぁ・テレパス 〜はじめてなのに超BINKAN〜（神原まな）
- 春色吐息 〜禁録・水蜜桃の姉妹たち〜（設楽瞳）
- フレンズ2 〜Child Fruit〜（すみれ）
- 妄想念波通信（平野しおん）

#### 2005年
- あいし〜きゅ〜 ボクっ娘なんて呼ばないでっ（奈都塚梓）
- 機動少女プリティギア（カミラ）
- THE GOD OF DEATH（天野美冬）
- 水仙花（永崎佳苗）
- 超光戦隊ジャスティスブレイド II 〜世界制覇へのカウントダウン〜（ステファニー・ゴールドウェル）
- つくしてあげるの! 〜だっておにいちゃんのおよめさんになりたいんだもん〜（橘奈乃）
- 天衣舞装ルクシオン（風鈴寺舞衣）
- にじいろキャンバス（神楽坂みかげ）
- はじめてのおてつだい（西村このみ）
- 双子モノ（琴塚芹奈）
- 魔王と踊れ! -Legend of the Lord of Lords-（ピルミア、シビル）
- 夢みてナイト!夢みてナイト! 〜The night of beautiful dreamer〜（神流木 凪沙）
- 陵辱仕置人 #1（ウィンキー）

#### 2006年
- 彼女たちの流儀（秋名涼月、杉浦佳推）
- ジュエルスオーシャン 〜Star of Sierra Leone〜（マルグリート・ヴァランタン）
- SNOW 〜Plus Edition〜（若生桜花）
- めいどさん★すぴりっつ! 〜わたしの中にいるあなた〜（アヤリ・アヤリエ）
- リベンジャー ZERO 〜OL淫花妖惑篇〜（新條かなみ）
- 籠絡 〜淫戯に堕ちる〜（今井結花）

#### 2007年
- 痴漢専用車両（月島蛍）

#### 2009年
- 絶対領域っ!（野中桜[1]）
- 美乳淫妹 遥「私にイヤらしいコスプレさせるなんて……この変態!」（文野琴美）
- 魔王と踊れ!II 〜Change of the World〜（アセイミー、ピルミア）

#### 2012年
- 魔王と踊れ! コード:アルカナ（アセイミー）[2]